# Brian Michael Bendis
Brian Michael Bendis (* 18. srpna 1967, Cleveland, Ohio, USA) je americký komiksový scenárista a bývalý kreslíř. Za svou kariéru získal řadu ocenění od kritiků, jedním z nich je i cena Eisner Award, kterou získal pětkrát. Je znám pro svou dlouholetou tvorbu u Marvel Comics, kde se věnoval příběhům postav, jako jsou Spider-Man, Avengers, Daredevil a Fantastic Four. V roce 2018 podepsal exkluzivní smlouvu u konkurenční společnosti DC Comics.

## Biografie
Začal s noir a detektivní tvorbou, ale brzy přešel k superhrdinskému komiksu. Na začátku nového tisíciletí byl jedním z autorů komiksového světa Ultimate Marvel. V roce 2004 vytvořil nové pojetí týmu Avengers v příbězích New Avengers. Také je autorem řady eventů a crossoverů, například: Secret War (2004), House of M (2005), Secret Invasion (2008), Siege (2010) a Age of Ultron (2013).
Mimo komiksu se věnuje i vyučování. Vyučoval psaní na Portland State University. Od roku 2013 učí na University of Oregon. V roce 2014 vydal naučnou knihu Words for Pictures.

## Ocenění
- 1999 - Eisner Award za Talent Deserving of Wider Recognition
- 2001 - Eisner Award - Nejlepší nová séries (za Powers s Michael Avon Oeming)
- 2002 - Eisner Award - Nejlepší scenárista (za Powers, Alias, Daredevil a Ultimate Spider-Man
- 2003 - Eisner Award - Nejlepší scenárista (za Powers, Alias, Daredevil a Ultimate Spider-Man)
- 2003 - Eisner Award za nejlepší sérii na pokračování (za Daredevil s Alex Maleev)
- 2000 - Cleveland Press "Excellence in Journalism" Award
- 2000 - Wizard Magazine - Nejlepší scenárista roku
- 2001 - Wizard Magazine - Nejlepší scenárista roku
- 2002 - Wizard Magazine - Nejlepší scenárista roku
- 2003 - Wizard Magazine - Nejlepší scenárista roku
- 2002 - Comics Buyer's Guide - Nejlepší scenárista roku
- 2003 - Comics Buyer's Guide - Nejlepší scenárista roku
- 2004 - Comics Buyer's Guide - Nejlepší scenárista roku
- 2005 - E3's People's Choice Award for Activision's Ultimate Spider-Man
- 2010 - Inkpot Award

## Česká vydání

### Sešity
- 2008 - Crew2 #21: Tajná válka (ochutnávka) (s Gabriele Dell´Otto)
- 2014 - Crew2 #41-43: Sam a Twitch 1. až 4. díl (s Angel Medina)

### Knihy
- 2008 – Tajná válka, (Secret War #1-5) (s Gabriele Dell´Otto)
- 2011 – Ultimate Fantastic Four: Zrod, (Ultimate Fantastic Four #1–6), (s Mark Millar)

- Ultimate Spider-Man (2012–2014, 2016):
  - 2012 – Ultimate Spider-Man a spol. 1-4: Moc a odpovědnost 1. až 7. část, (Ultimate Spider-Man #1–7)
  - 2012–13 – Ultimate Spider-Man a spol. 5-7: Nikdo učený... 1. až 6. část, (Ultimate Spider-Man #8–13)
  - 2013 – Ultimate Spider-Man a spol. 8-11: Dvojitá porce 1. až 8. část, (Ultimate Spider-Man #14–21)
  - 2013–14 – Ultimate Spider-Man a spol. 12-15: Návrat Goblina 1. až 6. část, (Ultimate Spider-Man #21–27)
  - 2014 – Ultimate Spider-Man a spol. 15-18: Veřejný nepřítel 1. až 5. část, (Ultimate Spider-Man #28–32)
  - 2016 – Ultimate Spider-Man: Venom, (Ultimate Spider-Man #33–39)

- Daredevil vol. 2 (2011–2013):
  - 2011 – Daredevil: Muž beze strachu 1, (Daredevil vol. 2 #16–19 a 26–40), (s David Mack a Alex Maleev)
  - 2011 – Daredevil: Muž beze strachu 2, (Daredevil vol. 2 #41–50 a 56–60), (s Alex Maleev)
  - 2012 – Daredevil: Muž beze strachu 3, (Daredevil vol. 2 #61–70), (s Alex Maleev)
  - 2013 – Daredevil: Muž beze strachu 4, (Daredevil vol. 2 #71–81), (s Alex Maleev)

- V rámci edice Ultimátní komiksový komplet:
  - 2013 – Ultimátní komiksový komplet #29: Tajná válka, (Secret War #1–5) (s Gabriele Dell´Otto)
  - 2013 – Ultimátní komiksový komplet #33: Ultimate Spider-Man - Moc a odpovědnost, (Ultimate Spider-Man #1–7) (s Mark Bagley)
  - 2013 – Ultimátní komiksový komplet #34: Avengers - Rozpad, (Avengers vol. 3 #500–503 & Finale) (s David Finch)
  - 2014 – Ultimátní komiksový komplet #31: New Avengers - Útěk, (New Avengers #1–6) (s David Finch)
  - 2014 – Ultimátní komiksový komplet #32: Klan M, (House of M #1–8) (s Olivier Coipel)
  - 2015 – Ultimátní komiksový komplet #57: Tajná invaze, (Secret Invasion #1–8) (s Leinil Francis Yu)
  - 2015 – Ultimátní komiksový komplet #65: Avengers - Elita, (Avengers Prime #1–5) (s Alan Davis)
  - 2016 – Ultimátní komiksový komplet #73: Ultimate Spider-Man - Smrt Spider-Mana, (Ultimate Spider-Man #153–160) (s Mark Bagley)
  - 2017 – Ultimátní komiksový komplet #78: Ultimate Comics Spider-Man: Kdo je Miles Morales? (s Sara Pichelli: Ultimate Comics Fallout #4 a Ultimate Comics Spider-Man #1-5).
  - 2017 – Ultimátní komiksový komplet #82–84: Avengers vs. X-Men, část 1–3 (s různými umělci: Avengers vs. X-Men #0-12 a Avengers vs. X-Men Versus #1-8)

- V rámci edice Nejmocnější hrdinové Marvelu:
  - 2017 – Nejmocnější hrdinové Marvelu #021: Nick Fury, (Secret Warriors #1–6) (s Jonathan Hickman a Stefano Caselli)
  - 2018 – Nejmocnější hrdinové Marvelu #049: Spider-Woman, (Spider-Woman (Vol. 4) #1–7) (s Alex Maleev)
  - 2018 – Nejmocnější hrdinové Marvelu #058: Jessica Jonesová, (The Pulse #1-5 a New Avengers (Vol. 1) Annual #1) (s Mark Bagley a Olivier Coipel)
  - 2019 – Nejmocnější hrdinové Marvelu #079: Miles Morales, Ultimátní Spider-Man, (Ultimate Comics Fallout #4, Ultimate Comics Spider-Man (Vol. 2) #1 a Spider-Men #1-5) (s Sara Pichelli)
  - 2020 – Nejmocnější hrdinové Marvelu #114: Ironheart, (s Mike Deodato Jr.: Invincible Iron Man (Vol. 3) #7–12 (části, 2016); a s Stefano Caselli: Invincible Iron Man (Vol. 4) #1–6 2017).
  - 2021 – Nejmocnější hrdinové Marvelu #115: Neoblíbený Iron Man, (s Alex Maleev: Infamous Iron Man (Vol. 1) #1–6, 2016–17).

- Strážci galaxie Vol. 3 (Marvel NOW!):
  - 2017 – Strážci galaxie #01: Kosmičtí Avengers (s Steve McNiven: Guardians of the Galaxy (Vol. 3) #0.1, #1–3, 2013)
  - 2017 – Strážci galaxie #02: Angela (s Sara Pichelli a Francesco Francavilla: Guardians of the Galaxy (Vol. 3) #4–10, 2014)
  - 2018 – Strážci galaxie / All-New X-Men: Soud s Jean Greyovou (s Sara Pichelli a Stuart Immonen: Guardians of the Galaxy (Vol. 3) #11–13 a All-New X-Men #22-24, 2014)
  - 2018 – Strážci galaxie #03: Rozpad Strážců (s Nick Bradshaw: Guardians of the Galaxy (Vol. 3) #14–17 a Free Comic Book Day 2014: Guardians of the Galaxy #1, 2014)
  - 2019 – Strážci galaxie #04: Prvotní hřích (s Ed McGuiness a Valerio Schiti: Guardians of the Galaxy (Vol. 3) #18–23 a #26–27, 2014–15)

- Strážci galaxie Vol. 4 (All-New, All-Different Marvel):
  - 2019 – Strážci galaxie – Noví strážci #01: Císař Quill (s Valerio Schiti: Guardians of the Galaxy (Vol. 4) #1–5, 2015–16)
  - 2020 – Strážci galaxie – Noví strážci #02: Hledaní (s Valerio Schiti: Guardians of the Galaxy (Vol. 4) #6–10, 2016)
  - 2020 – Strážci galaxie - Noví strážci #03: Strážci ve válce (s Valerio Schiti a Kevin Maguire: Guardians of the Galaxy (Vol. 4) #11–14, 2016–17)
  - 2021 – Strážci galaxie - Noví strážci #04: Uzemněni (s Valerio Schiti a dalšími kreslíři: Guardians of the Galaxy (Vol. 4) #15–19, 2017)

### Caliber Comics
- Quivers #1-2 (1990)
- Parts of a Hole (1991)
- Sinergy #2 (1993)
- The Realm #1-4 (1993)
- Fire #1-2 (1993)
- High Caliber: An Anthology of Original Visions: "Borderland" (1994)
- Negative Burn (1994-96)
- A.K.A. Goldfish (1994-95)
- Flaxen: Alter Ego (1995)
- Jinx #1-7 (1996-97)
- Nowheresville: The History of Cool (1997)

### Image Comics
- Jinx (1997-98)
- Torso #1-6 (1998-99)
- Sam and Twitch (1999-2000)
- Lili #0 (1999)
- Powers (2000-04)
- Hellspawn #1-5 (2000-01)

### Marvel Comics
- Spider-Man:
  - Ultimate Spider-Man #1-133 (2000-09)
  - Ultimate Spider-Man vol. 2 #1-15, #150-160 (2009-11)
  - Ultimate Marvel Team-Up #1-16 (2002)
  - Spider-Man 3: The Black (2007)
  - The Amazing Spider-Man #601 (2006)
  - Ultimate Comics: Spider-Man vol. 2 #1-22 (2011-13)
  - Spider-Men #1-5 (2012)
  - Cataclysm: Ultimate Spider-Man (2013-14)
  - Miles Morales: Ultimate Spider-Man #1-12 (2014-15)
  - Spider-Man vol. 2 #1-21 (2015-17)
  - Spider-Man vol. 1 #234-240) (2017-2018)

- Daredevil:
  - Daredevil: Ninja #1-3 (2000-01)
  - Daredevil vol. 2 #26-81 (2002-06)
  - Elektra vol. 2 #1-6 (2001-02)
  - What If... Karen Page Had Lived? (2005)
  - Daredevil: End of Days #1-8 (2012-2013)

- Alias #1-28 (2001-04)
- A Moment of Silence: "Moment of Silence: A True Story" (2002)
- Ultimate Fantastic Four #1-6 (2004)
- Secret War #1-5 (2004)
- The Pulse #1-14 (2004-06)

- Avengers:
  - Avengers vol. 3 #500-503 & Finale (2004)
  - New Avengers #1-64 & Finale (2005-10)
  - Mighty Avengers #1-20 (2007-09)
  - Dark Avengers #1-16 (2009-10)
  - Avengers vol. 4 #1-34 (2010-12)
  - New Avengers vol. 2 #1-34 (2010-12)
  - Avengers Prime #1-5 (2010-11)
  - Avengers Assemble vol. 2 #1-8 (2012)
  - Avengers Vs. X-Men #0-1, #8, #11 (2012)
  - AVX: VS #6 (2013)
  - Age of Ultron (2013)

- House of M #1-8 (2005)
- Spider-Woman: Origin #1-6 (2006)
- Spider-Woman #1-7 (2009-10)
- Stan Lee Meets Dr. Strange (2006)
- Ultimate Power #1-3 (2006-07)
- Halo: Uprising #1-4 (2007-08)
- Secret Invasion #1-8 (2008)
- Ultimate Origins #1-5 (2008)
- Secret Warriors #1-6 (2009)
- Siege #1-4 (2010)
- Ultimate Comics: Doomsday (2010-11)
- Moon Knight #1-12 (2011-12)
- Ultimate Comics: Fallout #1-2, 4, 6 (2011)
- Cataclysm: The Ultimates' Last Stand (2013-14)
- Old Man Logan #1-5 (2015)
- Ultimate End #1-5 (2015)
- Survive! (one-shot, 2015)

- X-Men:
  - Ultimate X-Men #34-45 (2003-04)
  - All-New X-Men: vol. 1, #1-41 (2012-15)
  - Uncanny X-Men: vol. 3, #1-35 (2013-15)
  - X-Men: Battle of the Atom #1 (2014)

- Guardians of the Galaxy:
  - Guardians of the Galaxy vol. 3 #0.1, #1-27 (2013-15)
  - Guardians of the Galaxy: Tomorrow's Aven (2013)
  - Guardians Team-Up #1-2 (2015)
  - Guardians of Knowhere #1-4 (2015)
  - Guardians of the Galaxy vol. 4 #1-19 (2015-2017)

- Iron Man:
  - Invincible Iron Man vol. 3 #1-14 (2015-16)
  - International Iron Man #1-7 (2016)
  - Infamous Iron Man #1-12 (2016-2017)
  - Invincible Iron Man vol. 4 #1-11 (2017)
  - Generations: Iron Man & Ironheart #1 (2017)
  - Invincible Iron Man Vol 1 #593-600 (2017-18)

- Civil War II #0-8 (2016)
- Jessica Jones vol. 1 #1-18 (2016-18)

### DC Comics
- Action Comics vol. 1 #1000-1028 (2018-2021)
- The Man of Steel vol. 2 #1-6 (2018)
- Superman vol. 5 #1-28 (2018-2021)
- Batman 100-Page Giant #3–14 (2018-2019)
- Event Leviathan #1-6 (2019)
- Batman: Universe #1-6(2019-2020)
- Legion of Super-Heroes vol. 8 #1-12 (2019-2021)
- Justice League vol. 4 #59-... (2021)
- Infinite Frontier #0 (jen příběh s Justice League) (2021)

#### Jinxworld
Imprint v rámci DC Comics pro autorské komiksy Briana Michaela Bendise:
- Cover vol. 1 #1-6 (2018-2019)
- Pearl vol. 1 #1-12 (2018-2019)
- Scarlet vol. 1 #1-5 (2018-2019)
- United States vs. Murder Inc. #1-6 (2018-2019)

#### Wonder Comics
Imprint v rámci DC Comics zaměřený na mladé čtenáře. Brian Michael Bendis v něm dělá také kurátora:
- Naomi vol. 1 #1-6 (2019)
- Young Justice vol. 3 #1-20 (2019-2021)

### Icon Comics
- Powers (2009)
- Scarlet #1-5 (2011)
- Takio (2011)
- Castle: Richard Castle's Deadly Storm (2011)
- Brilliant #1-4 (2011-12)